# Le Sourire du serpent
Pour plus de détails, voir Fiche technique et Distribution.
Le Sourire du serpent est un film français réalisé par Mama Keïta, sorti en 2007.

## Fiche technique
- Titre français : Le Sourire du serpent
- Réalisation : Mama Keïta
- Scénario : Mama Keïta
- Pays d'origine :  France
- Format : couleur
- Genre : drame
- Date de sortie : 2007

## Distribution
- Valentina Sauca : Marion
- Mouss Diouf : Adama
- Karim Seghair